# Acacia sparsiflora
Acacia sparsiflora é uma espécie de leguminosa do gênero Acacia, pertencente à família Fabaceae.